# Oberland zurichois

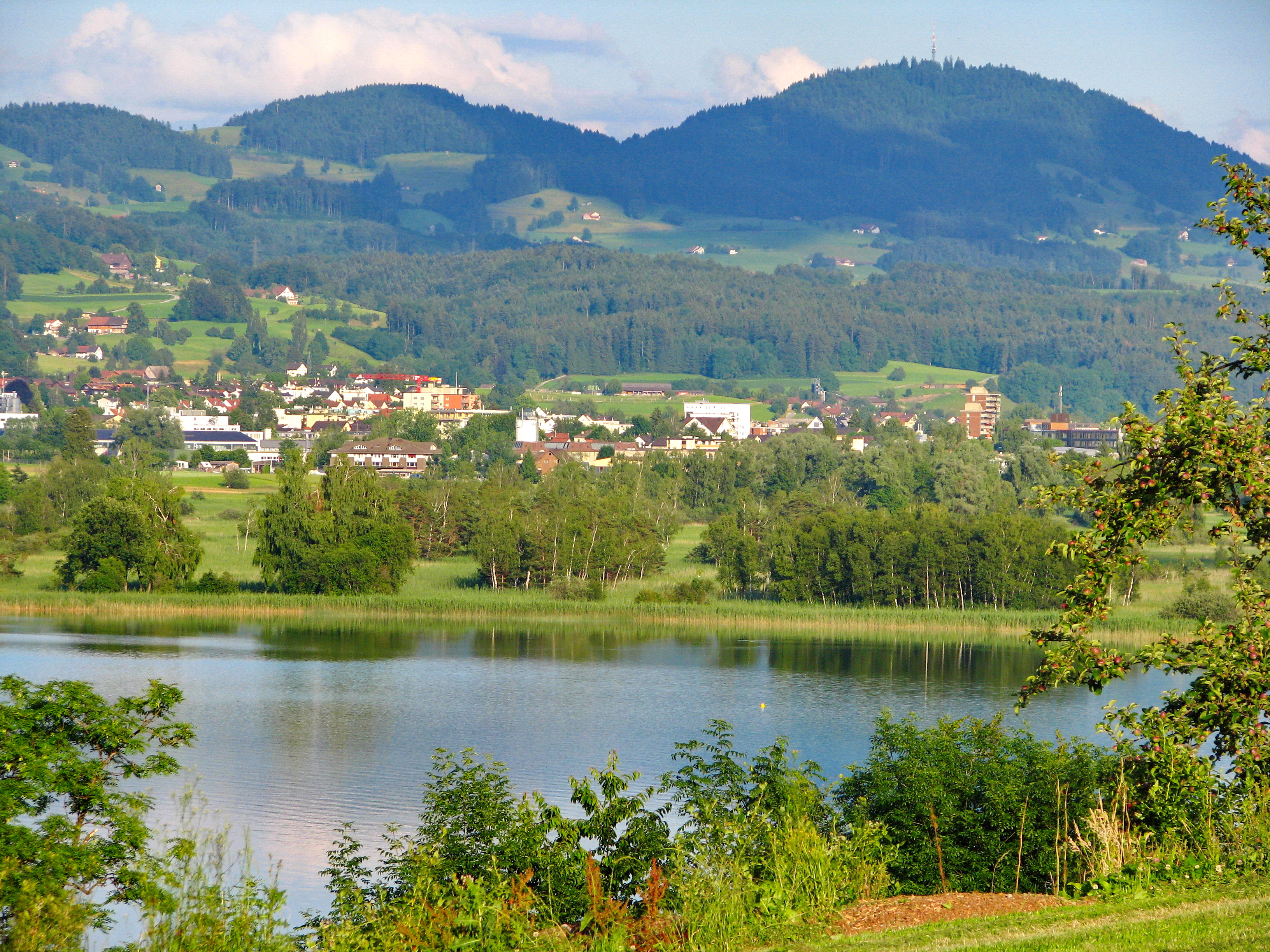
Lac de Pfäffikon, Kempten

L'Oberland zurichois, appelé en allemand Zürcher Oberland et en alémanique Züri-Oberland, est une région de Suisse.
Il s'agit de l'arrière-pays vallonné du canton de Zurich et du Tössbergland. Il comprend les districts zurichois d'Uster, Hinwil, Pfäffikon et le Mittlere Tösstal situé dans le district de Winterthour.
Toutes les communes incluses : Bäretswil - Bauma - Bubikon - Dürnten-Tann - Fehraltorf - Fischenthal - Gossau - Greifensee - Grüningen - Hinwil - Hittnau - Kyburg - Maur - Mönchaltorf - Pfäffikon - Russikon - Rüti - Schlatt - Seegräben - Sternenberg - Turbenthal - Uster - Volketswil - Wald - Weisslingen - Wetzikon - Wila - Wildberg - Zell.

### Sources
- (de) Cet article est partiellement ou en totalité issu de l’article de Wikipédia en allemand intitulé « Zürcher Oberland » (voir la liste des auteurs).